# Blindage Chobham
Le blindage Chobham est le nom générique donné au blindage composite réactif. Bien que son principe de fonctionnement ne repose pas sur l'emploi de céramiques, le terme blindage Chobham est souvent utilisé, de manière erronée, pour faire référence aux blindages passifs, multicouches à base de céramique.

## Histoire

### Années 1960

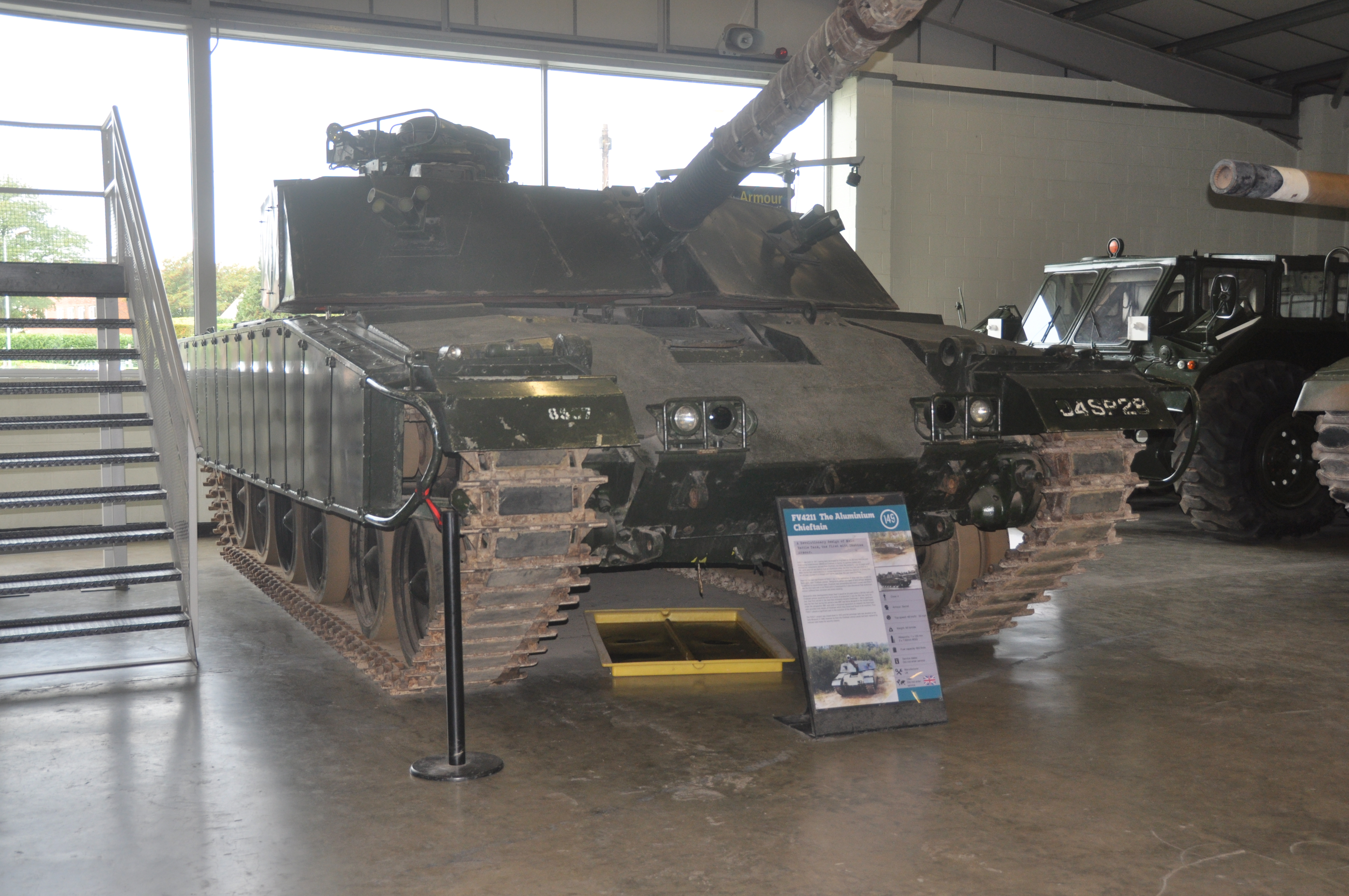
Surnommé "Aluminium Chieftain" en raison de son châssis en aluminium, le FV4211 démontrait que le blindage Chobham pouvait être monté sur un char de combat.

En 1963 au Royaume-Uni, le Fighting Vehicles Research and Development Establishment (« Établissement de recherche et développement sur les véhicules blindés »), plus connu sous son acronyme FVRDE, reconnut officiellement que la menace posée par les missiles antichars était clairement établie. La même année, un programme de recherche, largement empirique, fut lancé. Ce programme était dirigé par le docteur G.N. Harvey, à ce moment-là directeur adjoint de la recherche au FVRDE en collaboration avec J.P. Downey, le futur responsable des essais de tir.
Les efforts de recherche commencèrent à porter leurs fruits l'année suivante, en 1964 et en 1965, un nouveau genre de blindage était mis au point.
Ce nouveau blindage offrait, à masse équivalente, une résistance double à celle de l'acier contre les projectiles à charge creuse et une résistance au moins équivalente à celle de l'acier contre les obus perforants.
Le nouveau blindage fut appelé dès lors blindage Chobham, d'après la rue où se trouvait le centre de recherche du FVRDE à Chobham Lane, près de Chertsey, dans le Surrey.
En décembre 1964, fort des résultats prometteurs de leur nouveau blindage, Solly Zuckerman, alors conseiller scientifique en chef au Gouvernement du Royaume-Uni informa le directeur américain à la défense chargé de la recherche et du développement que le FVRDE avait mis au point un nouveau genre de blindage. S'ensuivirent des présentations techniques à des spécialistes Américains en matière de blindage.
Ils étaient peu enthousiastes, le blindage Chobham étant prétendument trop encombrant.
À plusieurs occasions entre 1965 à 1968, le gouvernement des États-Unis fut informé sur les derniers progrès réalisés dans le développement du nouveau blindage britannique.
De 1968 à 1970, des études visant à intégrer le blindage Chobham sur un blindé furent entreprises. L'étude de faisabilité dans la gestion de ce projet fut menée d'octobre 1969 à février 1970.

### Années 1970
En février 1970 la décision fut prise de monter le blindage Chobham sur le FV4211, un prototype de char de combat utilisant, entre autres, les composants du Chieftain Mk. 3.
Le FV4211 fut construit par le MVEE (Military Vehicles and Engineering Establishment) en février 1971 et bien que le programme eut été officiellement abandonné en 1972, les tests perdurèrent jusqu'en 1974.
En 1972, dans le but de faciliter les études conjointes destinées à la mise au point du futur char de combat MBT-80, le Gouvernement fédéral ouest-allemand reçu des détails concernant le nouveau blindage britannique.

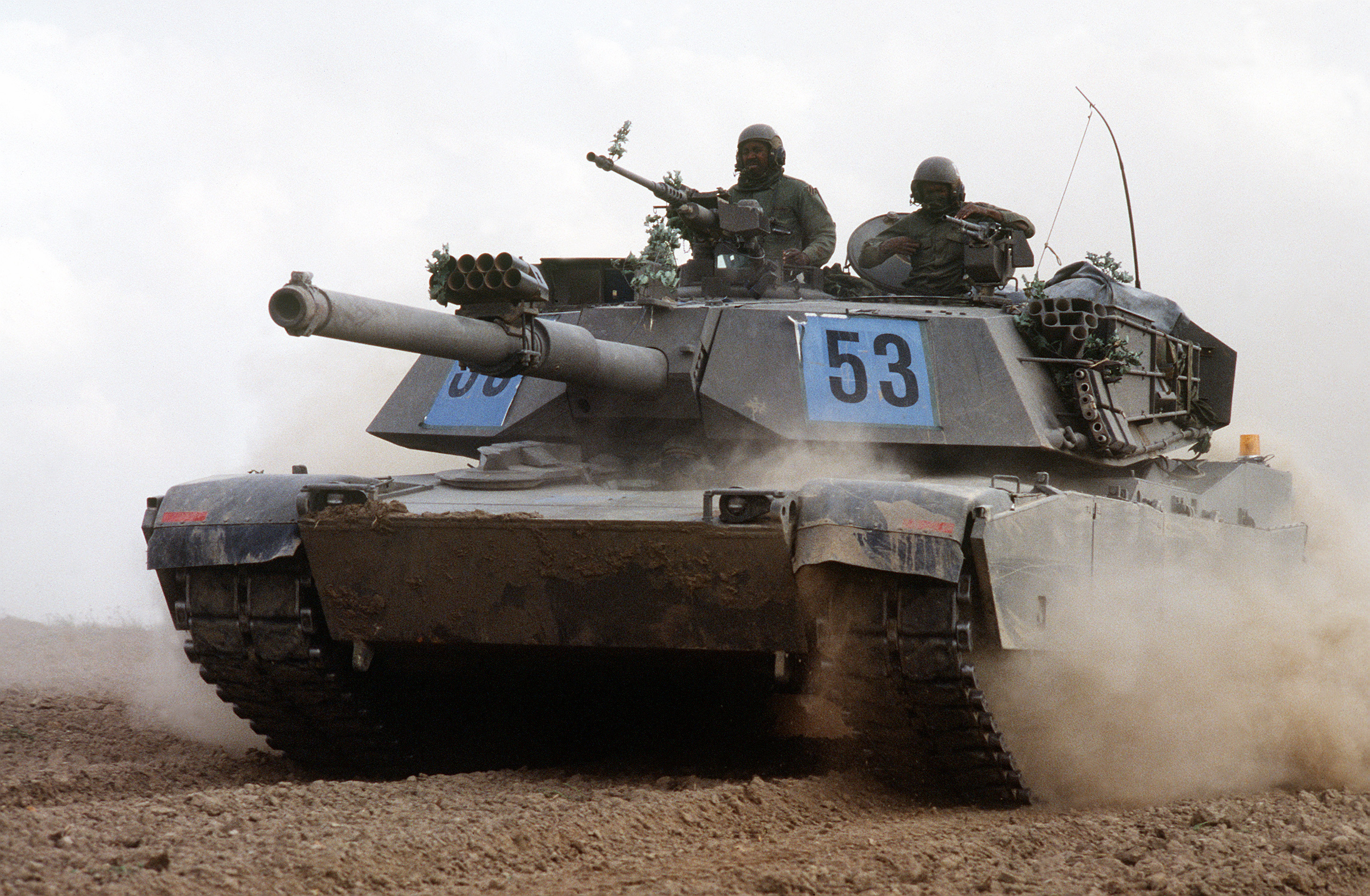
Entré en service en février 1981, le M1 Abrams est le premier char de combat au monde à être protégé par du blindage Chobham

Au printemps 1972, un détachement américain visita le FVRDE pour prendre connaissance du blindage Chobham et de son efficacité, ce qui aura pour résultat la signature, en fin 1972, d'un mémorandum d'entente portant sur un transfert de technologie.
L'année suivante, au début du mois de juillet 1973, le Major Général Robert J. Baer, gestionnaire du projet XM1, accompagné par du personnel du Ballistic Research Laboratory (laboratoire de recherches balistiques) et des représentants de Chrysler et de General Motors se rendirent au Royaume-Uni pour prendre acte des derniers progrès réalisés dans la mise au point du blindage Chobham. Durant cette visite, ils purent observer le char FV4211 ainsi que son procédé d'assemblage. Après cette visite, Chrysler et General Motors modifièrent leurs projets respectifs afin que leurs futurs prototypes du XM1 intègrent le blindage Chobham.
En 1974, le MVEE lança une étude visant à développer une version Mark 2 du démonstrateur technologique FV4211 dans le cadre du projet de futur char de combat FMBT.
En décembre 1974, l'État impérial d'Iran passe commande au Royaume-Uni de 1 225 FV4030/3 Shir 2, un char de combat similaire au prototype FV4211, comportant entre autres un blindage Chobham qui prit alors la dénomination commerciale de blindage « Pageant » afin d'éviter une tension diplomatique avec les États-Unis.
En janvier 1976, Chrysler et General Motors fabriquèrent leurs prototypes respectifs du XM1, protégés par du blindage Chobham.
Le 15 juin 1976, l'existence du blindage Chobham fut révélée publiquement par le secrétaire d'État à la Défense Roy Mason. À la suite de cette annonce, des renseignements techniques furent transmis à la société britannique Vickers Defense System et deux de ses directeurs furent invités à rejoindre le Ministry of Defense Chobham Armour Committee. 
Dans la présentation faite à l'OTAN, il était précisé que le blindage Chobham assurait une protection suffisante contre les obus perforants sous-calibrés de 105 mm et les charges creuses d'un calibre de 152 mm pour une masse surfacique d'à peine 971,6 kg/m2 contre 3 124,7 kg/m2 pour un blindage classique en acier devant assurer le même niveau de protection.
Durant l'été 1976, le journal Daily Express de Londres rapporta que des échantillons de blindage Chobham furent dérobés dans un laboratoire ouest-allemand et acheminés clandestinement en Allemagne de l'Est par des agents soviétiques,. Entre avril 1980 et septembre 1982, l'institut de recherche sur l'acier (NII Stali) et Uralvagonzavod développèrent conjointement la tourelle 172.10.077SB pour le T-72B qui sera le premier char de combat soviétique à être protégé par ce type de blindage.
En août 1977, dans le cadre de sa politique de développer un char de combat pour le marché de l'exportation, Vickers Defense System conçu le Vickers Main Battle Tank Mk. 4, un char de combat de 43 tonnes protégé par du blindage Chobham.
En mars 1979, à la suite de la révolution islamique iranienne, la commande de 1 225 FV4030/3 Shir 2 est annulée et les cinq prototypes du Shir 2 furent utilisés ultérieurement pour le développement du futur char de combat britannique, le FV4030/4 Challenger, également protégé par du blindage Chobham.

## Composition et agencement
Issu du blindage réactif explosif, le blindage Chobham est constitué d'une succession de sandwichs dit « passifs », chaque sandwich est constitué de deux plaques métalliques (acier, aluminium, titane ou uranium appauvri) entre lesquelles se trouve un matériau non-métallique (MNM) comme le caoutchouc, les élastomères, le polyéthylène, le polycarbonate. Le nylon et le verre sont également utilisés.
En fonction du niveau de protection recherché, on combinera un assemblage à claire-voie de plusieurs sandwichs inclinés rappelant une persienne.

## Principe de fonctionnement
Le mécanisme d'action de ce type de blindage repose sur la résonance d'une onde de choc traversant le sandwich. Le matériau non-métallique, inerte, emprisonné entre les deux plaques métalliques, possède une faible vitesse de propagation alors que la vitesse de propagation dans les plaques métalliques est nettement supérieure.
Lorsqu'un projectile frappe le sandwich, l'onde de choc traverse la première plaque métallique (avant), puis rencontre un matériau non-métallique présentant des propriétés élastiques, l'onde de choc se diffracte et cause la déformation de la deuxième plaque (arrière) métallique.
Il en résulte une déformation temporaire des deux plaques métalliques qui vont fractionner et déstabiliser le projectile pour s'opposer à la pénétration de ce dernier. Cet effet est comparable à la plaque dite « volante » d'un blindage réactif explosif.
La vitesse de propagation de l'onde de choc dans des matériaux tels que la céramique ou le verre (spécial) est telle, qu'une onde réfléchie est produite sur la surface terminant la couche en question, se propage en sens inverse, et provoque le rejet et l'arrêt de la munition incidente par un retour d'énergie équivalent à son énergie au moment de la pénétration ;  alors que celle-ci n'a pas encore eu le temps de traverser la couche concernée. L'énergie résultante est absorbée par la munition et les couches métalliques du blindage.

## Frais de recherche et de développement
Les coûts de développement furent estimés à 6 millions de livres sterling en 1976, soit 13 années après le début des recherches.

## Appellations dans différentes langues
L'appellation du principe de fonctionnement de ce type de blindage est différente selon le pays :
- Français : « PAC » (Plaques Accélérées par Choc)
- Allemand : « beulplatten  », soit « plaques bosselées »
- Anglais : « bulging armour », soit « blindage à bombement »
- Russe :  « bronja s otražajuŝimi listami » (Броня с отражающими листами), soit « blindage à feuilles réfléchissantes »

## Mesures de sécurité à prendre en cas de dommage
Selon le manuel officiel du char de combat FV4030/4 Challenger :

« Le contenu et l'arrangement interne du blindage Chobham doivent être protégés contre tout accès non autorisé en temps de paix. Tout dommage qui révèlerait l'intérieur des modules de blindage doit être dissimulé immédiatement.
Dans le cas d'un accident causant des dégâts aux modules de blindage Chobham, l'équipage du char, ou la personne qui en est responsable à ce moment, devra immédiatement prendre les mesures suivantes :
Couvrir la zone sensible avec une bâche, les fragments de matériaux sensibles ou les débris qui auraient résulté de l'accident devront être collectés conformément aux instructions de sécurité. Un garde devra rester en faction devant le char jusqu'à ce que les réparations nécessaires soient achevées. L'incident devra être immédiatement reporté à la chaîne de commandement. »